# Карандашный тест

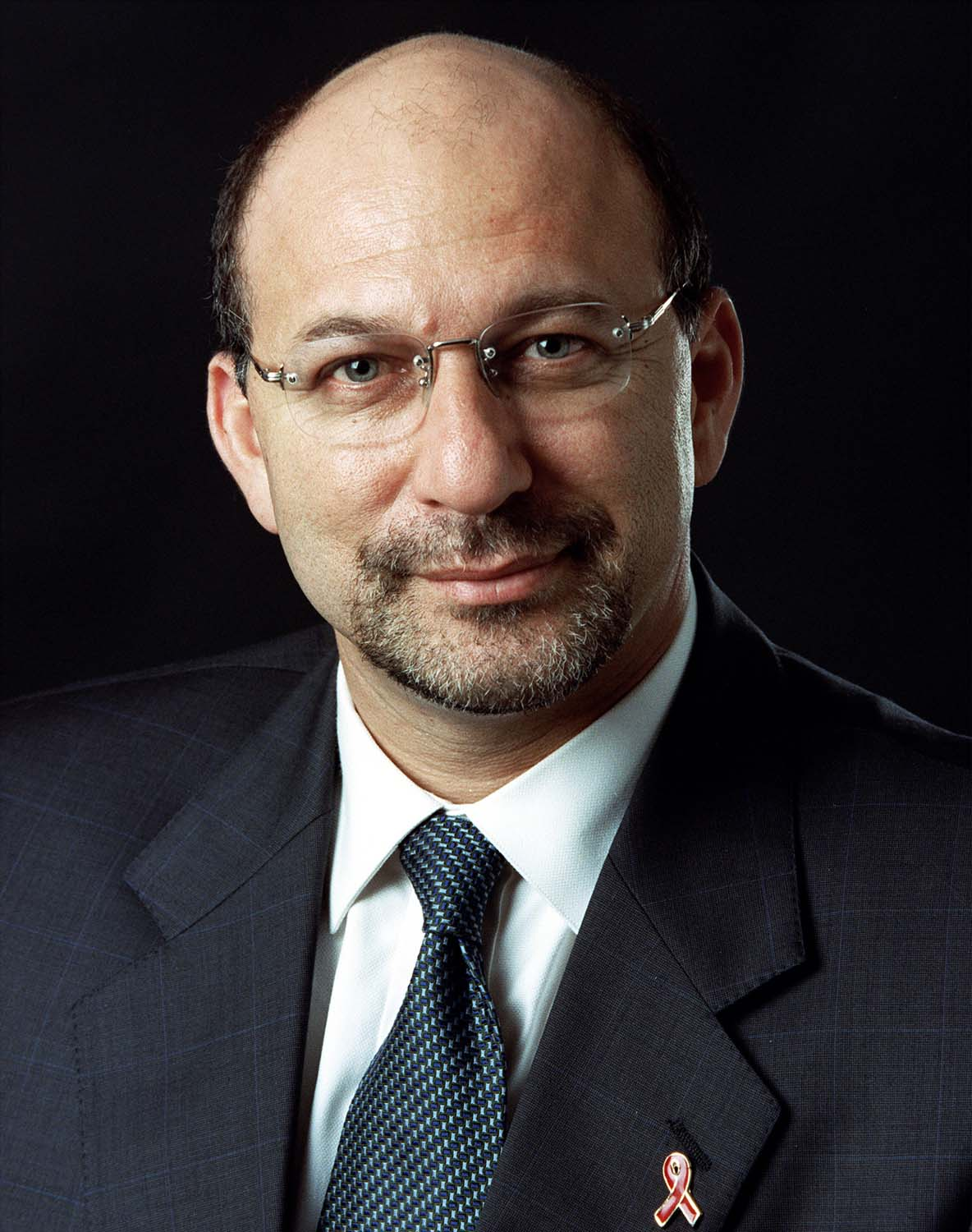
Тревор Мануэл, министр финансов ЮАР (1996—2009) — пример человека с чертами лица, свойственными европеоидам, причисленного в годы апартеида к «цветным»

Карандашный тест — в эпоху апартеида в ЮАР — метод оценки в спорных случаях принадлежности лица к белым или лицам смешанного происхождения («цветным») на основании того, имел ли волосяной покров на голове «африканскую» степень курчавости.
Данный тест, как и другие, более сложные, был разработан после принятия в 1950 г. Закона о регистрации населения, который требовал отдельного проживания для таких групп, как белые, цветные и чернокожие.
Метод состоял в том, что в волосы испытуемого вставляли карандаш. Если карандаш застревал в них и не падал при наклоне головы — это считалось свидетельством несомненной принадлежности к «цветным».
Проблема состояла в том, что в стране к тому времени существовал значительный процент населения смешанного происхождения, где светло- и темнокожесть варьировалась среди родственников. Более того, в XVIII—XIX веках среди африканеров были нередки сексуальные отношения с чернокожими, так как собственных женщин у переселенцев не хватало. Расизм стал укореняться среди них по мере возникновения крупных аграрных хозяйств, где работали чернокожие рабы, а также в результате приграничных войн с коса и зулу.
Нередко члены одной семьи могли быть отнесены к разным расовым группам в зависимости от результата теста, ввиду чего вынуждены были жить раздельно. Подобный пример (с использованием теста) показан в фильме «Кожа» (2009) — истории реальной девушки Сандры Лэйнг, родившейся в семье белокожих родителей, однако имевшей некоторые африканские черты лица и смуглый цвет кожи. На основании теста девушка была причислена к «цветным». Несмотря на то что генетический тест позднее доказал её родство с отцом, она покинула родителей и завела семью с чернокожим.
Тест мог применяться и к чернокожим, которые хотели перейти в группу «цветных»: карандаш в любом случае застревал в волосах, но если он выпадал оттуда после того, как испытуемый тряс головой, тот мог быть переквалифицирован в «цветного».
Применение теста формально прекратилось в 1994 г. с отменой апартеида. В настоящее время термин широко используется в южноафриканской прессе и литературе как символ расовых предрассудков.